# Ballads 1
| Оценки критиков | Оценки критиков |
| Источник        | Оценка          |
| --------------- | --------------- |
| Pitchfork       | 6.7/10          |
| Rolling Stone   | [ 2 ]           |
| Highsnobiety    | 3.0/5.0         |

BALLADS 1 — дебютный студийный альбом японского певца-композитора Джорджа Миллера под псевдонимом Joji, и второй студийный альбом после Pink Season вышедший под псевдонимом Pink Guy. Вышел 26 октября 2018 года под лейблами 88rising и 12Tone Music. Альбом дебютировал под третьим номером в чарте Billboard 200, а также занял первое место в Top R&B/Hip-Hop Albums.

## Композиция и письмо
«BALLADS 1» имеет продолжительность в 35 минут и 6 секунд. Альбом сделан самим Миллером, и имеет только одну вокальную партию от приглашенного Trippie Redd на треке «R.I.P.», из продюсеров были приглашенный Clams Casino, D33J и Shlohmo. Пишет о «осмыслении реальности любви, жизни и всего между» . Варьируется от грустных песен и до более жизнерадостными, чтобы сказать «никто не грустил все время».
В центре внимания альбома, по словам Joji, в интервью для BBC, что он пытался сделать альбом полным баллад, которые отличаются своим «собственным образом» и которые устанавливают новое направление, но сохраняют «корни Joji», которые он установил на «In Tongues»
Joji заявил в интервью для Triple J, что он хочет использовать более поп-ориентированный подход к своему стилю на альбоме, который начался с сингла «YEAH RIGHT».

## Выпуск и продвижение
BALLADS 1 был анонсирован 12 сентября 2018 наряду с выпуском второго сингла альбома «SLOW DANCING IN THE DARK», В тот же день вышло сопутствующее музыкальное видео, спродюсированное Джаредом Хоганом.
Предыдущим синглом был трек «YEAH RIGHT» вышедший 8 мая 2018, Также в тот же день вышло сопутствующее музыкальное видео, спродюсированное самим Joji.
«CAN'T GET OVER YOU» — вышел 2 октября 2018, с сопроводительным видео спродюсированное Миллером и SAINT. Также показали: Дату выхода альбома, обложку и трек-лист.
«TEST DRIVE» был выпущен 16 октября 2018 года с сопроводительным видео, снятым под руководством James Defina.
После выхода альбома, 29 октября 2018 года вышло музыкальное видео для «WANTED U», снятое под руководством Michael La Burt.

## Список композиций
Слова и музыка всех песен — Джорджа Миллера.
| №                   | Название                                            | Автор(ы)                                    | Продюсер (ы)                                      | Длительность |
| ------------------- | --------------------------------------------------- | ------------------------------------------- | ------------------------------------------------- | ------------ |
| 1.                  | «ATTENTION»                                         |                                             | Joji                                              | 2:08         |
| 2.                  | «SLOW DANCING IN THE DARK»                          |                                             | Patrick Wimberly                                  | 3:29         |
| 3.                  | «TEST DRIVE»                                        |                                             | RL Grime                                          | 2:59         |
| 4.                  | «WANTED U»                                          |                                             | Joji                                              | 4:11         |
| 5.                  | «CAN'T GET OVER YOU» (совместно с Clams Casino)     |                                             | Clams Casino Thundercat Thundercat Rogét Chahayed | 1:47         |
| 6.                  | «YEAH RIGHT»                                        |                                             | Joji                                              | 2:54         |
| 7.                  | «WHY AM I STILL IN LA» (совместно с Shlohmo и D33J) |                                             | Shlohmo D33J                                      | 3:19         |
| 8.                  | «NO FUN»                                            |                                             | Jam City                                          | 2:48         |
| 9.                  | «COME THRU»                                         |                                             | Shlohmo                                           | 2:33         |
| 10.                 | «R.I.P.» (совместно с Trippie Redd)                 | George Miller Trippie Redd Michael White IV | Joji Ryan Hemsworth                               | 2:38         |
| 11.                 | «XNXX»                                              | Miller John Durham                          | Joji John Durham                                  | 2:07         |
| 12.                 | «I'LL SEE YOU IN THE 40»                            |                                             | Joji                                              | 4:13         |
| Общая длительность: | Общая длительность:                                 | Общая длительность:                         | Общая длительность:                               | 35:06        |

Notes
- Все песни стилизованны Маюскул.

## Чарты
| Чарт (2018)                            | Высшая позиция |
| -------------------------------------- | -------------- |
| Австралия (ARIA)                       | 17             |
| Бельгия/Фландрия (Ultratop)            | 81             |
| Канада (Canadian Albums Chart)         | 7              |
| Нидерланды (Album Top 100)             | 44             |
| Ирландия (IRMA)                        | 37             |
| Новая Зеландия (RMNZ)                  | 10             |
| Норвегия (VG-lista)                    | 4              |
| Швеция (Sverigetopplistan)             | 47             |
| Великобритания (UK Albums Chart)       | 26             |
| Великобритания (UK R&B Albums Chart)   | 8              |
| США Billboard 200                      | 3              |
| США Top R&B/Hip-Hop Albums (Billboard) | 1              |